# Equisetum mchaffieae
Equisetum mchaffieae är en fräkenväxtart som beskrevs av Christopher Nigel Page. Equisetum mchaffieae ingår i släktet fräknar, och familjen fräkenväxter. Inga underarter finns listade i Catalogue of Life.